# Albert Lewin
Albert Lewin (23 de setembre de 1894 - 9 de maig de 1968) va ser un director, productor i guionista de cinema nord-americà.

## Vida personal
Lewin va néixer a Brooklyn, Nova York i es va criar a Newark (Nova Jersey). Va obtenir un màster a Harvard i va ensenyar anglès a la Universitat de Missouri. Durant la Primera Guerra Mundial, va servir a l'exèrcit i després va ser nomenat subdirector nacional del American Jewish Relief Committee. Més tard es va convertir en crític de drama i cinema per a Jewish Tribune fins a principis dels anys 20, quan va anar a Hollywood per convertir-se en lector de Samuel Goldwyn. Més tard va treballar com a guionista dels directors King Vidor i Victor Sjöström abans de convertir-se en guionista a MGM el 1924.
Lewin va ser nomenat cap del departament de guió de l'estudi i a finals de la dècada de 1920 era l'assistent personal d'Irving Thalberg i el més proper associat. Acreditat nominalment com a productor associat, va produir diverses de les pel·lícules més importants de la MGM dels anys trenta. Després de la mort de Thalberg, es va unir a Paramount com a productor el 1937, on va romandre fins al 1941. Els crèdits de producció notables durant aquest període inclouen True Confession (1937), Spawn of the North (1938), Zaza (1939) i So Ends Our Night (1941).
El 1942, Lewin va començar a dirigir. Va fer sis pel·lícules, escrivint-les totes i produint-ne diverses ell mateix. Com a director i escriptor, va mostrar aspiracions literàries i culturals en la selecció i tractament dels seus temes. El 1966, Lewin va publicar una novel·la, El gat inalterat.

## Pel·lícules
Com a director:
- The Moon and Sixpence (1942)
- The Picture of Dorian Gray (1945)
- The Private Affairs of Bel Ami (1947)
- Pandora and the Flying Dutchman (1951)
- Saadia (1953)
- The Living Idol (1957)

Com a guionista:
- The Fate of a Flirt (1925)
- Spring Fever (1927)